# Еши Донден
Еши Донден (15 мая 1927, Намро, Тибет — 26 ноября 2019) — доктор традиционной тибетской медицины. Более 20 лет был личным врачом Далай-ламы XIV. Автор работ по тибетской медицине. Создал Тибетский медицинский центр в Дхарамсале, Индия.

## Биография
Еши Донден родился в деревне Намро, местности Лхо-га, недалеко от Лхасы. С шести лет он обучался в монастыре, где проявил большие способности, благодаря которым с 11 лет был переведен в Медицинскую школу Лхасы. В течение девяти лет обучался в Институте тибетской медицины Чакпори (lCags po ri) в Лхасе. Блестяще сдав экзамены, он был признан лучшим в своем классе. С 1951 года практиковал в родных краях.
В 1959 году, когда Далай-лама XIV вынужденно покинул Тибет, Еши Донден также решил перебраться в Индию, где занимался лечением тибетских беженцев. Получив должность личного врача Далай-ламы, переехал в Дхарамсалу. С 1960 года в течение 20 лет был личным врачом Далай-ламы. В Дхарамсале основал Институт тибетской медицины и астрологии. Продолжая свою деятельность терапевтом, путешествовал на Западе, где читал лекции по традиционной тибетской медицине, в том числе университете Вирджинии. На основе прочитанных там лекций была издана книга Health Through Balance: An Introduction to Tibetan Medicine (в русском издании «Введение в тибетскую медицину: здоровье и равновесие»).

### Книги
На русском языке
- Еши Донден. Введение в тибетскую медицину: здоровье и равновесие. — СПб.: Уддияна, 2005. — 272 с. — ISBN 594121028X.

На английском языке
- Yeshi Donden. The ambrosia heart tantra: the secret oral teaching on the eight branches of the science of healing, Volume 1. — Library of Tibetan Works and Archives, 1977.
- Yeshi Donden. Health Through Balance: An Introduction to Tibetan Medicine. — New York: Snow Lion Publications, 1986.
- Yeshi Donden. The Ambrosia heart tantra: the secret oral teaching on the eight branches of the science of healing. — Library of Tibetan Works and Archives, 1995. — ISBN 8185102929.
- Yeshi Donden with B. Alan Wallace. Healing from the source: the science and lore of Tibetan medicine. — Snow Lion Publications, 2000. — ISBN 1559391480.

### Статьи
- Gerard N. Burrow, Jeffrey Hopkins, Yeshi Dhonden, Lobsang Dolma. Goiter in Tibetan Medicine // Yale Journal of Biology and Medicine (англ.). — 1978 (51). — P. 441—447.

### Аудио
- Dr. Donden on Tibetan Medicine // Запись лекции в университете Вирджинии, 1980 год (англ.)